# 拉沙佩勒塞斯兰
拉沙佩勒塞斯兰（法語：La Chapelle-Cécelin，法語發音：[la ʃapɛl seslɛ̃]）是法国芒什省的一个市镇，属于阿夫朗什区。

## 地理
拉沙佩勒塞斯兰（48°48'39"N, 1°9'38"W）面积5.22 平方千米，位于法国诺曼底大区芒什省，该省份为法国西北部沿海省份，西、北、东北三面环大西洋，东起顺时针与卡爾瓦多斯省、奧恩省、马耶讷省和伊勒-维莱讷省接壤。
与拉沙佩勒塞斯兰接壤的市镇（或旧市镇、城区）包括：圣莫尔德布瓦、圣塞西尔、谢朗塞勒埃龙、圣马丹勒布扬、布瓦西翁。

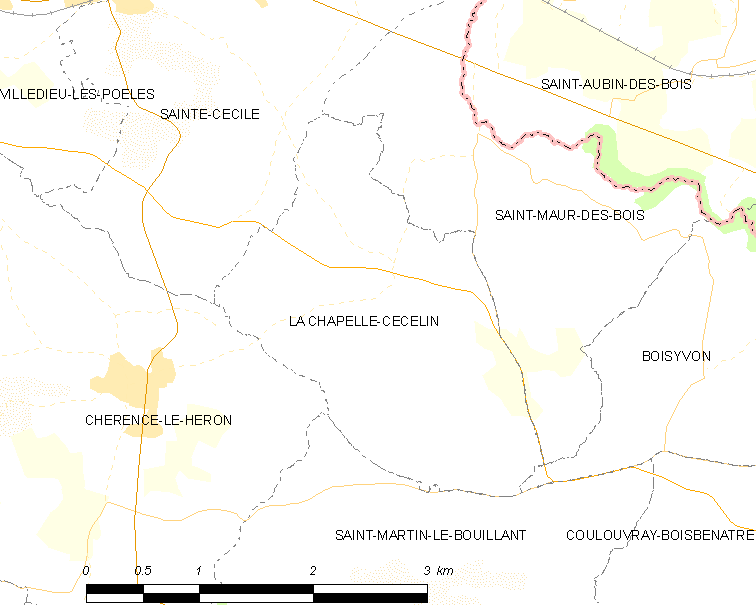
拉沙佩勒塞斯兰的OSM定位图

拉沙佩勒塞斯兰的时区为UTC+01:00、UTC+02:00（夏令时）。

## 行政
拉沙佩勒塞斯兰的邮政编码为50800，INSEE市镇编码为50121。

## 政治
拉沙佩勒塞斯兰所属的省级选区为维勒迪约莱普瓦勒-鲁菲尼县。

## 人口

1962-2008年间拉沙佩勒塞斯兰人口变化图示

拉沙佩勒塞斯兰于2022年1月1日时的人口数量为244人。